# Col·lectius Desfavorits amb NESE
Els alumnes amb Necessitats Específiques de Suport Educatiu (NESE) son aquells que, a més a més de les mesures i suports universals, poden necessitar mesures i suports addicionals i/o intensius, per aconseguir desenvolupar-se personalment i socialment i avançar en les competències de cada etapa educativa.
El Decret 150/2017 Arxivat 2019-05-11 a Wayback Machine., de 17 d'octubre, de l'atenció educativa a l'alumnat en el marc d'un sistema educatiu inclusiu, considera que els alumnes amb necessitats específiques de suport educatiu (NESE), no només són aquells que presenten alguna discapacitat, dificultats d'aprenentatge i/o comunicació, o que tinguin altes capacitats. També considera que precisen atenció específica:
- Els alumnes d'origen estranger amb necessitats educatives derivades de la incorporació tardana al sistema educatiu, de la falta de domini de la llengua vehicular dels aprenentatges i de l'escolaritat prèvia deficitària.
- Els alumnes amb necessitats educatives derivades de situacions socioeconòmiques i socioculturals especialment desfavorides.
- Els alumnes amb risc d'abandonament escolar prematur.